# Eulen
Die Eulen (Strigiformes) sind eine Ordnung der Vögel, zu der ungefähr 200 Arten gezählt werden. Vertreter der Gruppe sind auf allen Kontinenten außer der Antarktis anzutreffen. Die meisten Arten sind nachtaktiv und haben zahlreiche Anpassungen an ihre nächtliche Aktivität entwickelt. Innerhalb der Eulen unterscheidet man die beiden Familien der Schleiereulen (Tytonidae) und der Eigentlichen Eulen (Strigidae).

## Name
Die deutsche Sprache kennt die Bezeichnungen „Eule“ und „Kauz“. Diese Unterscheidung wird so in keiner anderen europäischen Sprache getroffen. Im Englischen werden alle Eulenarten als owl und im Niederländischen als uil bezeichnet. Die französische Sprache kennt zwar neben chouette noch den Begriff hibou, jedoch wird letztere Bezeichnung ausschließlich für Eulen mit Federohren wie die Waldohreule verwendet.
Die beiden deutschen Begriffe haben sich lautmalerisch aus den Rufen der Eulen entwickelt. „Eule“ weist auf die heulenden Rufe hin, während „Kauz“ eine Umschreibung der kurzen und markanten Rufe ist. Der Begriff Eule wird im Deutschen vorwiegend für Arten verwendet, die in ihrem Erscheinungsbild schlank wirken. Kauz bezeichnet meist Arten, die eher gedrungen und rundlich wirken.

## Anatomische Merkmale
Eulen besitzen eine sehr typische Gestalt. Als auf die nächtliche Jagd spezialisierte Vögel unterscheiden sich Eulen von anderen Vögeln durch spezifische anatomische Merkmale. Der Körper ist gedrungen und der Kopf, im Vergleich zu dem anderer Vögel, auffällig groß und rundlich. Der Schnabel der Eulen ist stark gekrümmt und scharfkantig.

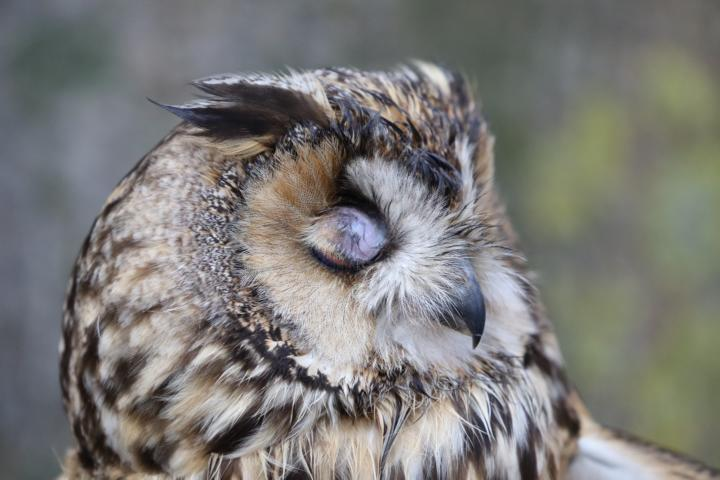
Waldohreule schließt ihr Augenlid

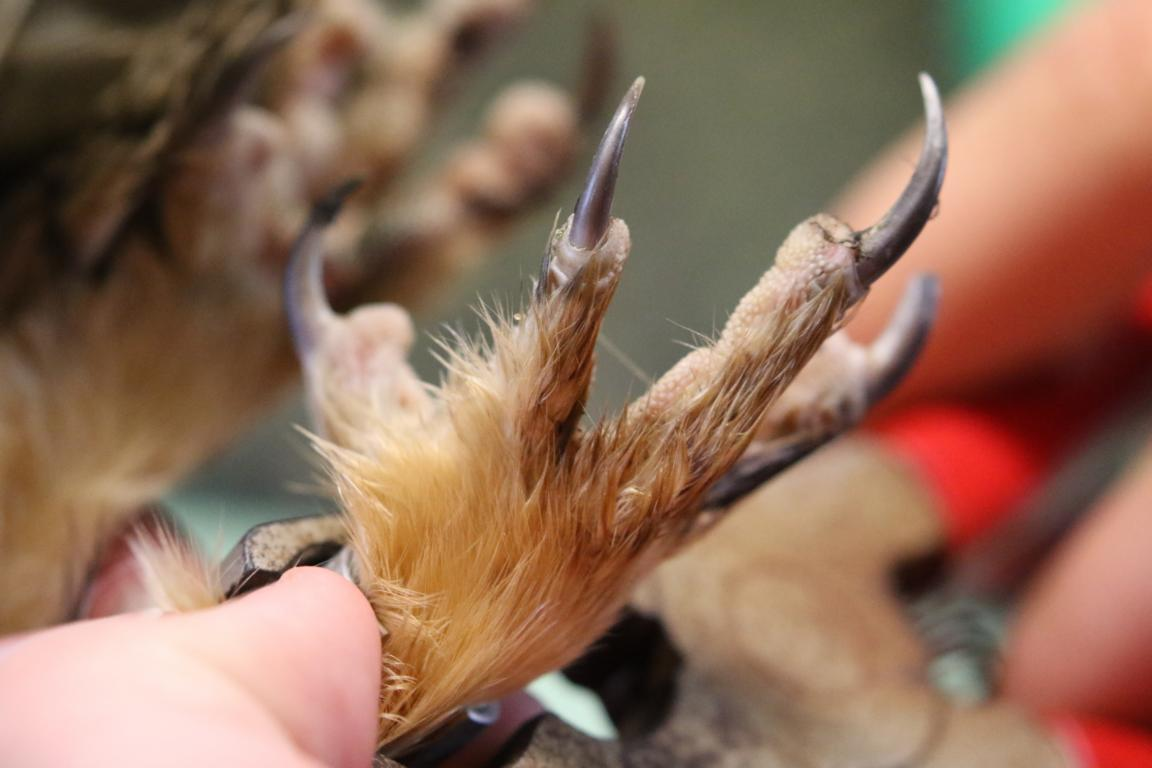
Krallen der Waldohreule

Eulen haben große, nach vorn gerichtete Augen mit einer relativ verkürzten Retina und einer konvexen Linse, die von einem langen Tubus aus Skleralknöchelchen, dem Skleralring, umgeben sind. Diese Augen ermöglichen es ihnen, Gegenstände sowie ihre Beutetiere räumlich zu sehen und Geschwindigkeiten und Abstände abzuschätzen (binokulares Sehen). Die Augen selbst sind unbeweglich, stattdessen können die Tiere ihren Kopf bis zu 270° drehen, wodurch das Gesichtsfeld stark erweitert wird. Ermöglicht wird den Eulen das durch die hohe Beweglichkeit der 14 Halswirbel, die Vögel üblicherweise aufweisen (zum Vergleich: Säugetiere wie auch der Mensch besitzen nur sieben Halswirbel). Geschützt werden die Augen durch ein oberes und ein unteres Augenlid sowie durch eine Nickhaut, die das Auge bedecken können.
|  |

Während andere Vogelarten in der Regel kleine runde Ohröffnungen haben, zeichnen sich Eulen durch schlitzförmige Ohröffnungen aus, die fast so lang wie die Kopfhöhe sind. Diese Ohröffnungen sind nicht symmetrisch am Kopf angeordnet, die rechte Ohröffnung liegt etwas höher. Diese Asymmetrie ist je nach Eulengattung unterschiedlich stark ausgeprägt, bei allen jedoch vorhanden. Viele Eulen haben außerdem einen optisch auffallenden Gesichtsschleier, der den Schall in Richtung ihrer Ohren lenkt. Gemeinsam mit den Federohren dient der Gesichtsschleier im Feind- und Sozialkontakt auch dazu, Stimmungen auszudrücken, und ist aus diesem Grunde häufig auffällig gefärbt. Bewegliche Ohrläppchen vor und hinter der Ohröffnung sind mit kurzen, harten Federn ausgestattet und unterstützen die Geräuschortung. Ebenfalls die Geräuschortung unterstützend ist der im Vergleich zu anderen Vogelarten breitere Schädel. Ein seitliches Geräusch wird dadurch von einem Ohr den Bruchteil einer Sekunde früher wahrgenommen.
Der Teil des Gehirns, in dem sich das Gehörzentrum befindet, ist sehr gut entwickelt. Bei der Schleiereule z. B. wurden 95.000 Nervenzellen festgestellt, bei der Krähe sind es hingegen nur 27.000.
Die Eulen sind jedoch weniger empfindlich für Geräusche mit niedriger Frequenz, hingegen ist die Empfindlichkeit gegenüber hohen Frequenzen sehr gut entwickelt.

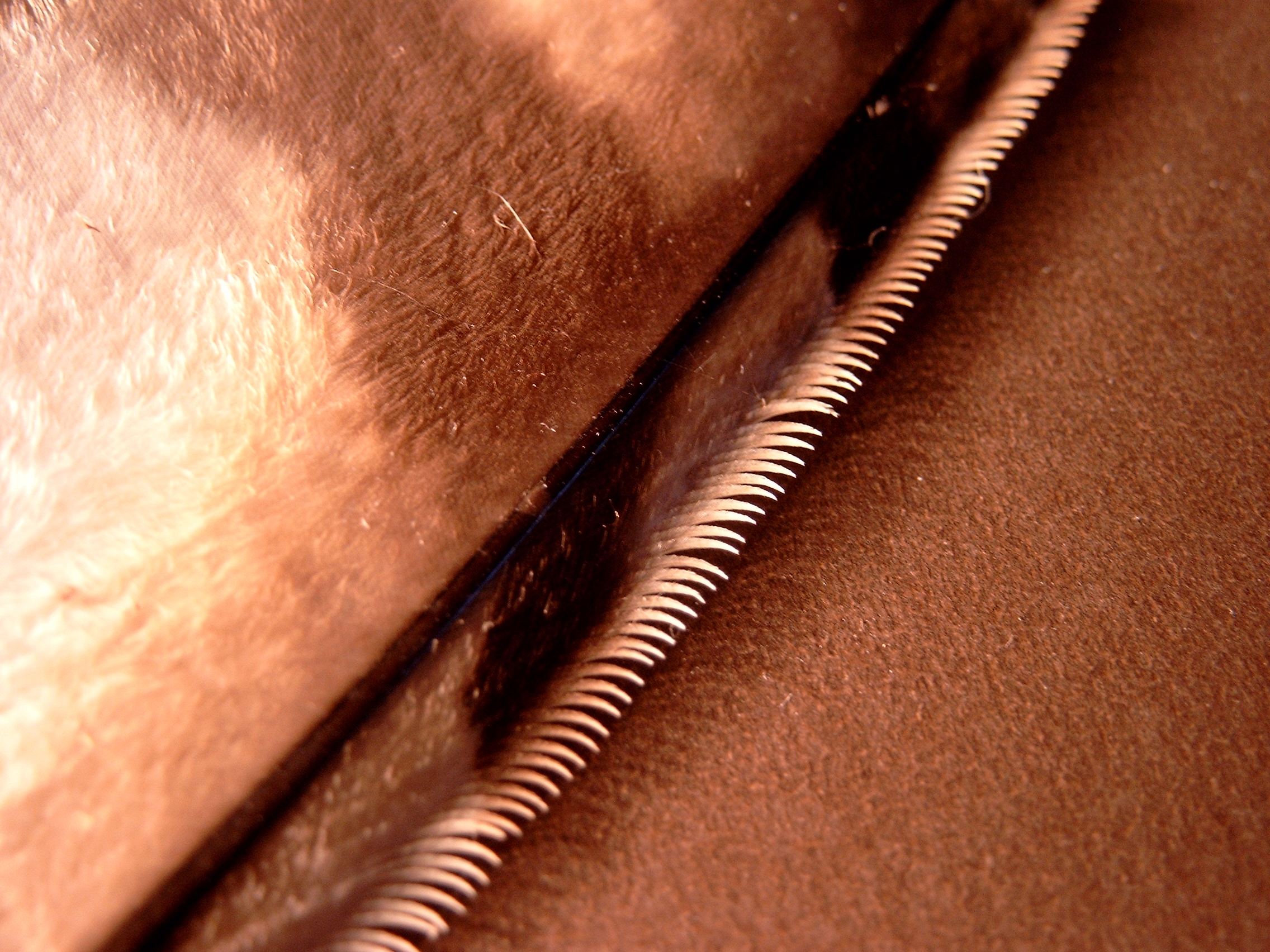
Feder einer Eule aus der Nähe: rechts unten sieht man den Rand der Feder mit kammförmigen Fortsätzen. Diese verwirbeln die Luft so, dass keine lauten Luftgeräusche entstehen. Eine ähnliche Funktion hat der fellartige Flaum, der auf der Oberfläche der Feder zu sehen ist.

Im Verhältnis zum Körpergewicht haben Eulen eine große Flügelfläche. Dies ermöglicht Eulen einen geräuscharmen Flug. Dieser wird auch dadurch unterstützt, dass die Flugfedern der meisten Gattungen einen weichen und kammförmigen Rand haben. Die Ausnahme davon stellen die Fischeulen und Fischuhus dar, die sich auf Fische als Nahrungstiere spezialisiert haben.
Der Fuß der Eulen besitzt vier Zehen, die bei den Schleiereulen etwa gleich lang sind. Bei den Eigentlichen Eulen ist die nach hinten weisende Innenzehe etwas verkürzt. Die äußerste Zehe ist als Wendezehe ausgebildet und kann sowohl nach vorn als auch nach hinten gedreht werden. Die Normalstellung ausgewachsener Eulen ist dabei zygodactyl, also mit zwei nach vorn und zwei nach hinten weisenden Zehen.
Eulenarten sind weltweit mit Ausnahme der Antarktis sowie einzelner Inseln verbreitet. Sie besiedeln fast alle Arten von Lebensräumen, von den trockenen und feuchten Urwäldern über Savannen, Sumpfgebiete und Wälder bis hin zur Tundra. Dabei leben die meisten Arten in den tropischen und subtropischen Lebensräumen Südamerikas und Asiens. Das nördlichste Verbreitungsgebiet weist die Schneeeule auf, die in der Tundra Nordsibiriens, Nordkanadas und sogar an den Küsten Grönlands anzutreffen ist.
Beispiele von verschiedenen Eulenarten

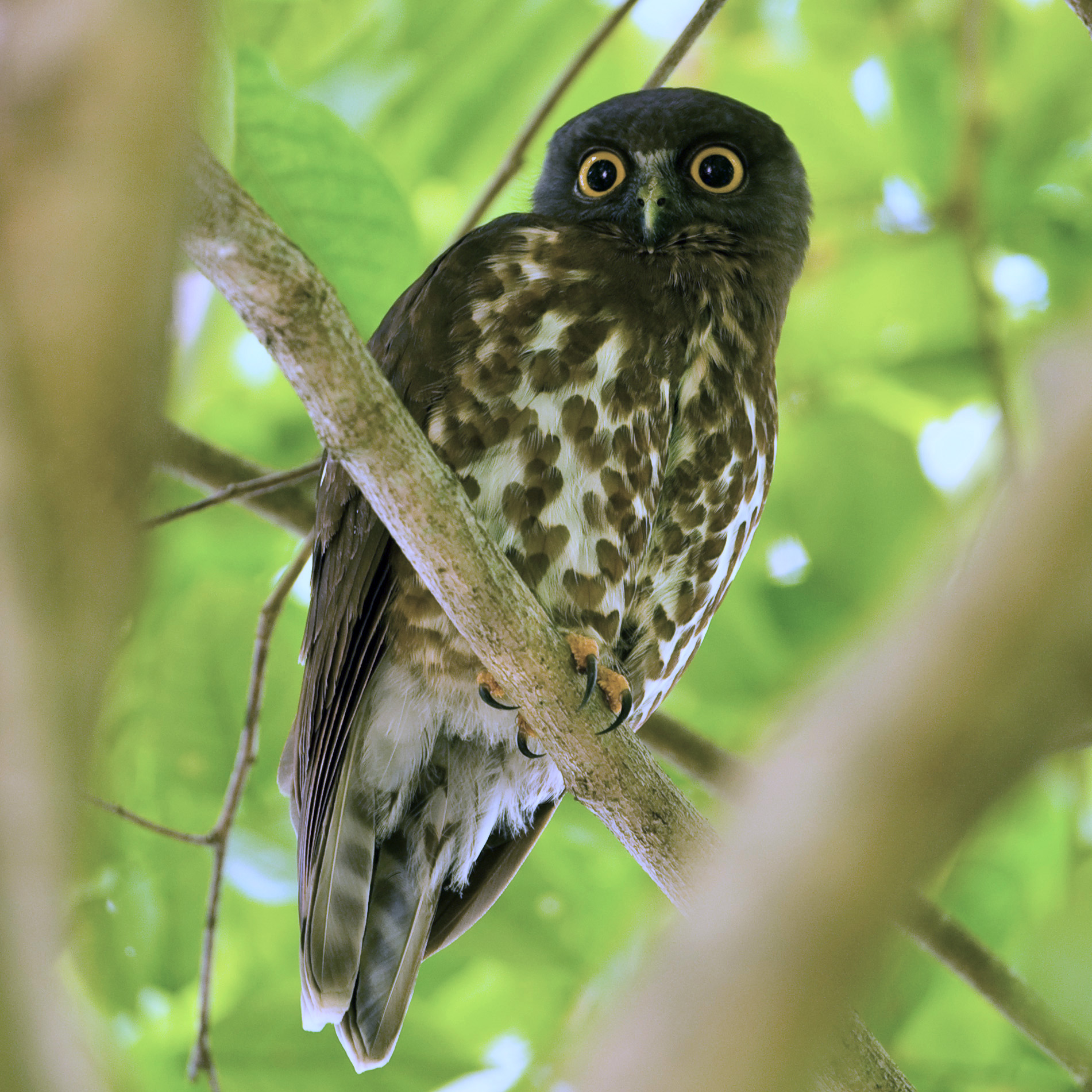
Falkenkauz (Ninox scutulata)
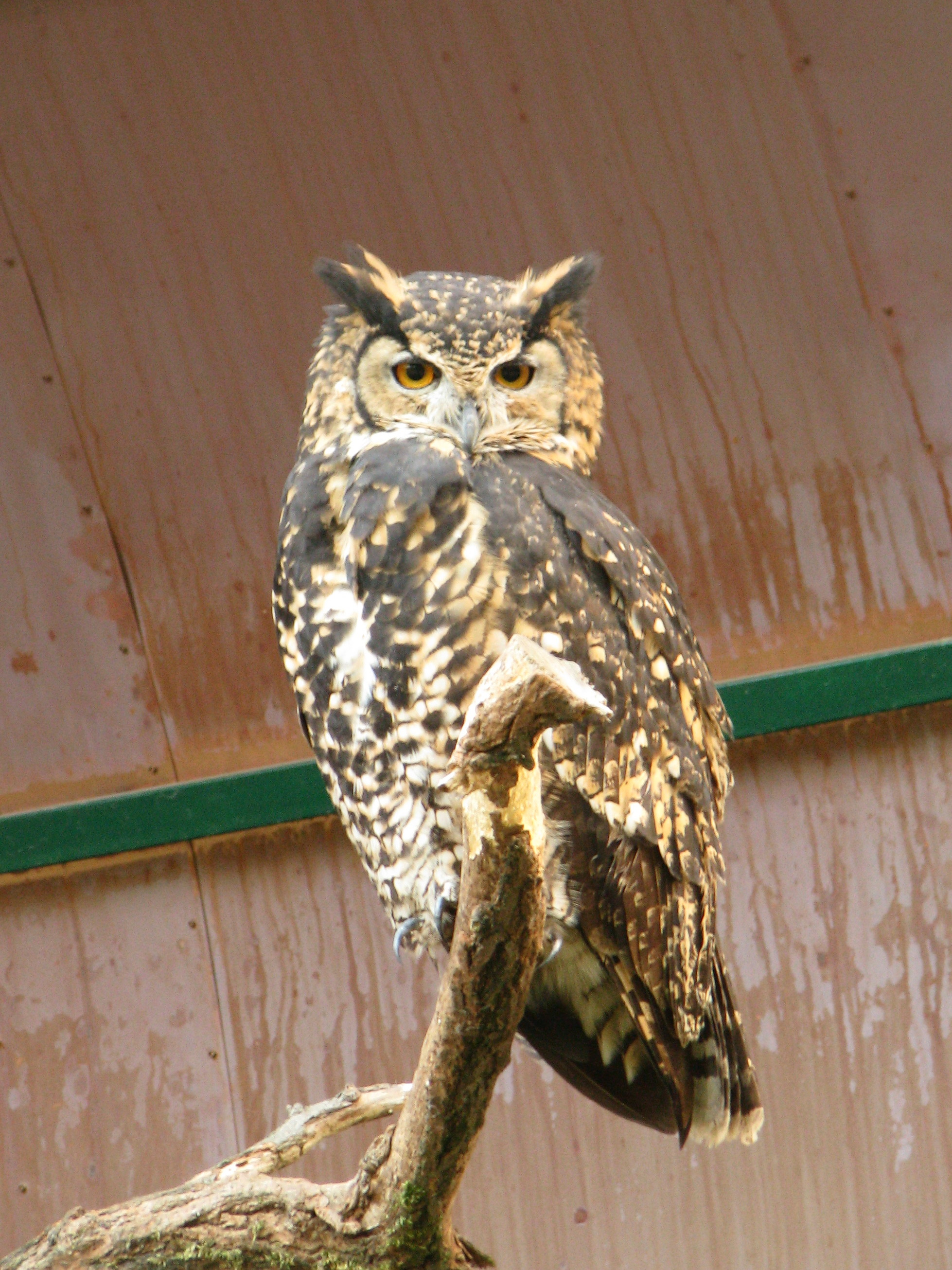
Kapuhu (Bubo capensis)
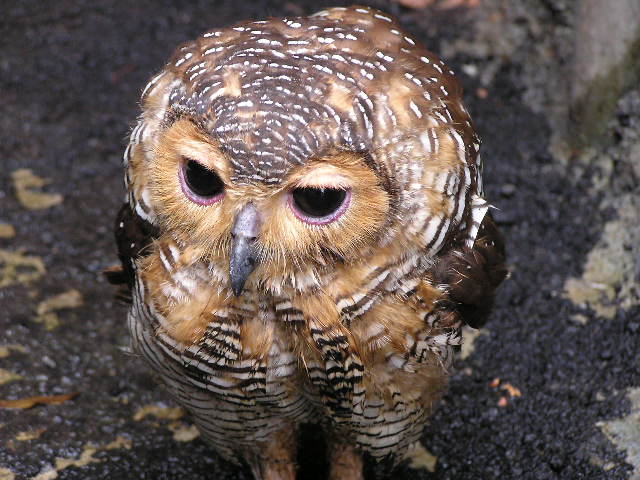
Pagodenkauz (Strix seloputo)
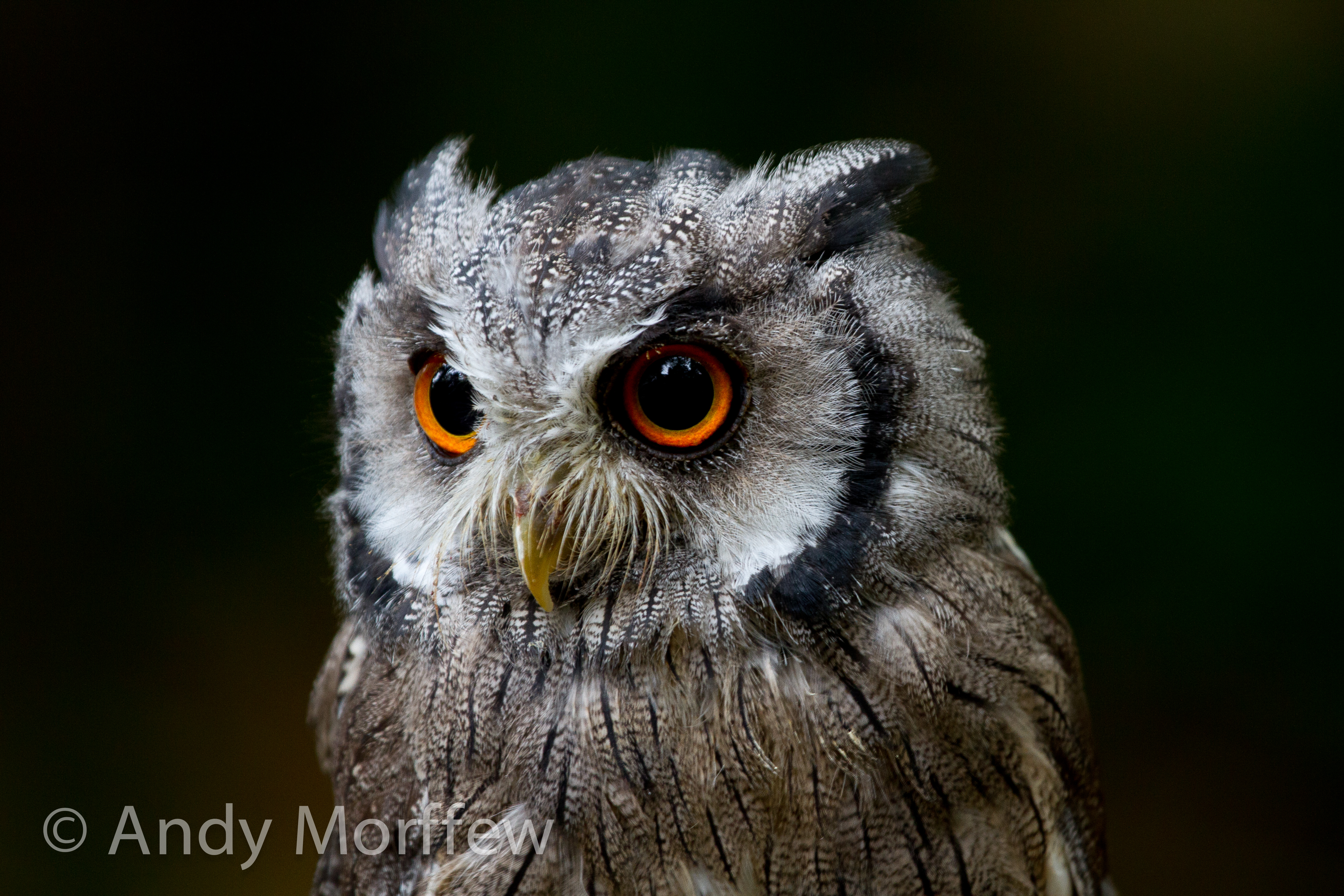
Nordbüscheleule (Ptilopsis leucotis)
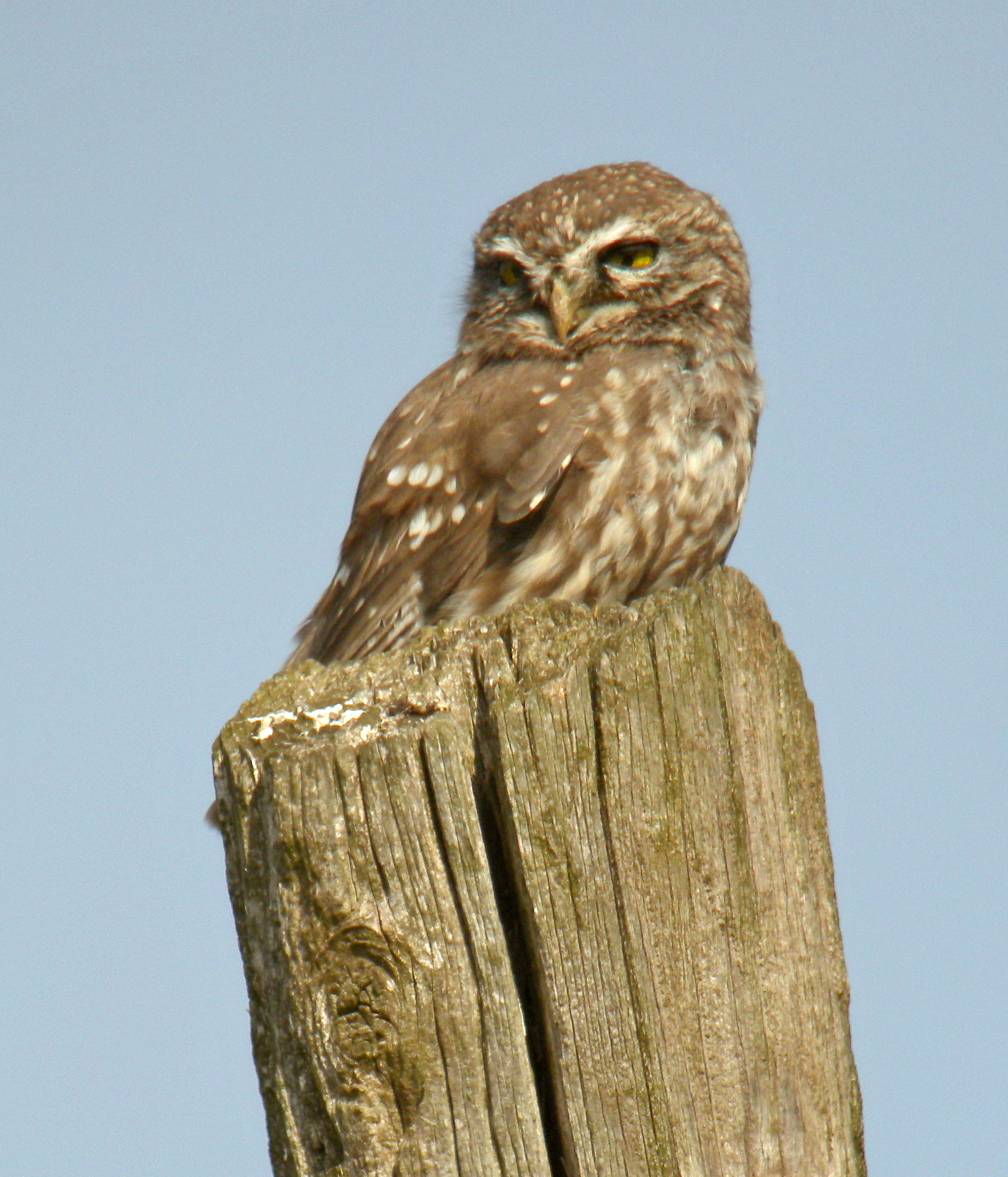
Steinkauz (Athene noctua)
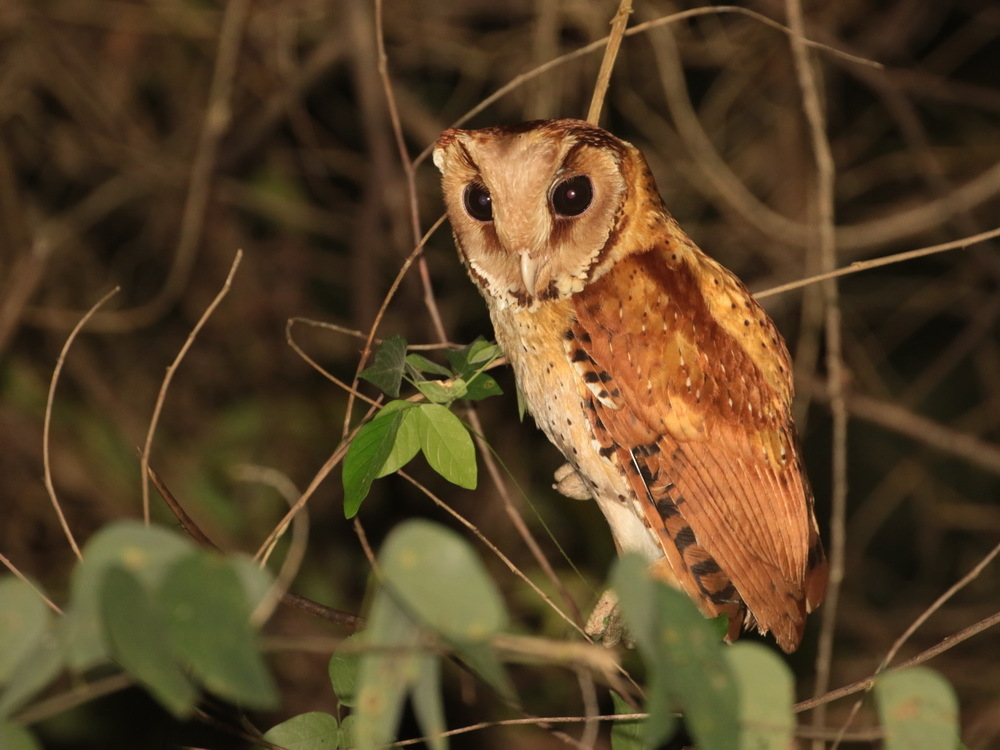
Maskeneule (Phodilus badius)

## Lebensweise

### Ruheverhalten und Flug
Die meisten Eulen sind nachtaktiv. Sie jagen in der Nacht und schlafen am Tag. Ausnahmen sind beispielsweise die tagaktive Schneeeule, die Sperbereule, die Sumpfohreule oder der oft auch am Tag aktive Sperlingskauz.

### Jagdweisen
Eulen sind vor allem auf nachtaktive Beutetiere spezialisiert. Die von den Eulen praktizierte Jagdtechnik ist dabei artspezifisch, von den jeweiligen örtlichen Gegebenheiten geprägt und auch beuteabhängig. Generell praktizieren die Arten, die im Wald leben, eher eine Ansitzjagd, bei der sie von einer Warte (Ausschauplatz) aus auf Beute lauern. Eulen, die offenere Landschaften bewohnen, jagen durch Pirschflüge, bei der sie aus dem Flug heraus ihre Beute erspähen oder hören. Letzteres gilt beispielsweise für die Schleiereule. Diese greift aber auf die Ansitzjagd zurück, wenn schlechtes Wetter diese Pirschflüge einschränkt.
Viele Eulenarten sind außerdem geschickte Bodenjäger, die in der Lage sind, eine am Boden davonhuschende Maus einzuholen. Die typischste Beuteerwerbshandlung ist jedoch das konzentrierte Fixieren der Beute von einer Warte oder aus dem Flug heraus, ein Abbremsen des Fluges unmittelbar vor dem Zusammentreffen mit der Beute, wobei die Beine nach vorne gestreckt und die Zehen weit gespreizt werden, und ein rascher Tötungsbiss, während gleichzeitig die Beute mit den kräftigen Fängen „gewalkt“ wird und die Flügel in der sogenannten „Fangstellung“ weit über die Beute gespreizt werden.

### Beuteschema

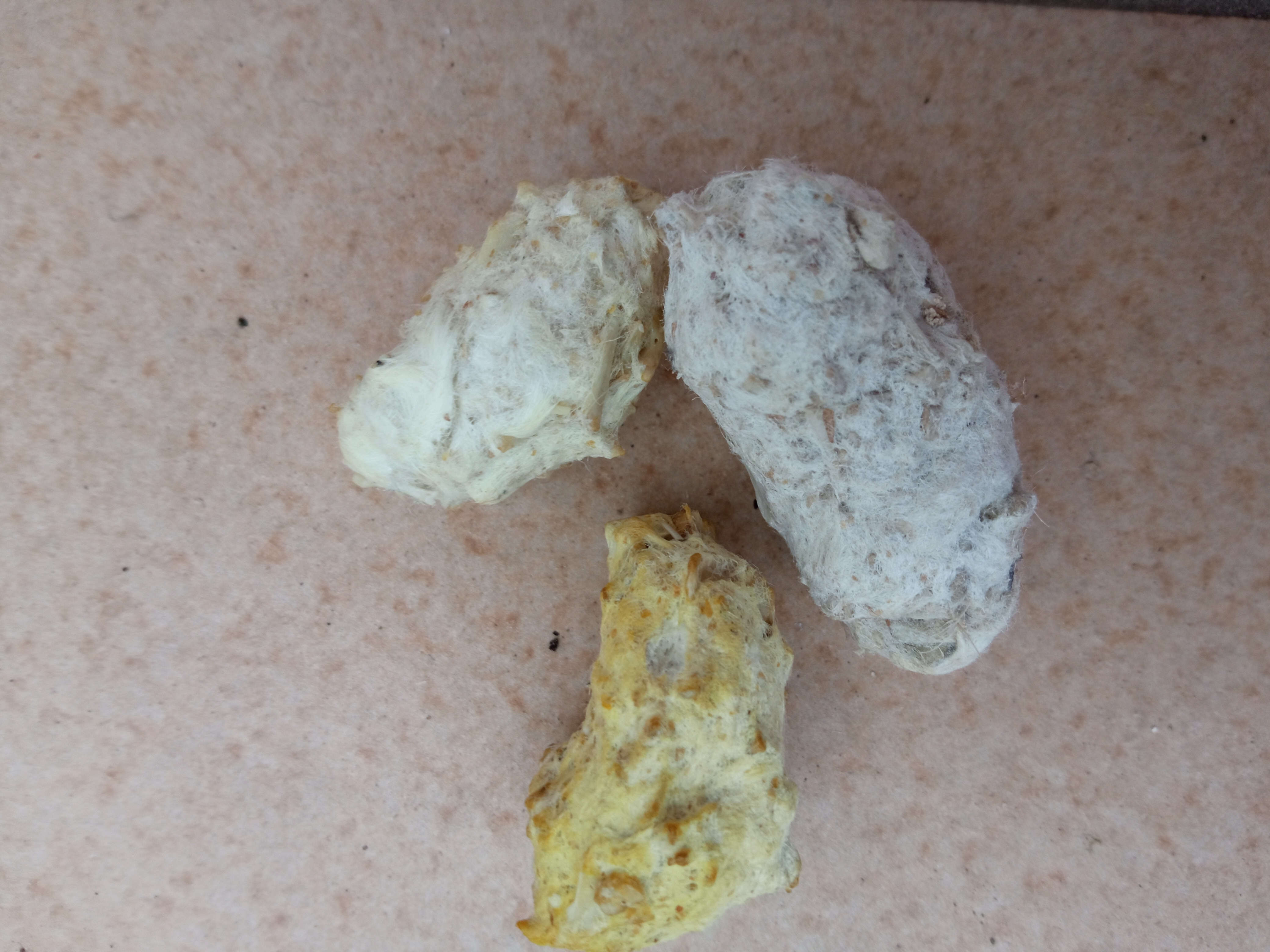
Gewölle des Waldkauzes

Für die meisten Eulenarten sind Kleinsäuger wie Mäuse die bevorzugte Beute. Zum Beutespektrum gehören jedoch auch andere Vögel, Fische, Schlangen, Regenwürmer, Schnecken, Fledermäuse, Frösche, Motten und große Käfer. Viele Eulenarten fressen auch Aas, was insbesondere den Uhu bei Untersuchungen seines Gewölles immer wieder auch als Schädling erscheinen ließ, da sich sogar Hirsch- und Rehbestandteile nachweisen lassen.
Große Eulen jagen auch andere kleinere Eulenarten. Dies gilt insbesondere für den Uhu, bei dem Waldkauz und Waldohreule einen nicht unerheblichen Beutebestandteil ausmachen.

### Hassreaktion anderer Vogelarten auf Eulen
Die meisten Eulenarten besitzen Erkennungsmerkmale, die sie eindeutig als Eule charakterisieren. Dazu gehören der große kugelige Kopf mit den nach vorne gerichteten Augen, die gedrungene Gestalt und das plustrige Gefieder. Andere Vogelarten erkennen darin ihren Fressfeind und reagieren, wenn sie während des Tages Eulen in ihrem Versteck entdecken, mit aggressivem Verhalten. Dieses sogenannte „Hassen“ von Vögeln auf Eulen macht sich der Mensch gelegentlich bis heute zunutze. Eulen wurden vor dem Versteck des Jägers aufgebaumt und die so angelockten Vögel abgeschossen oder mit Netzen eingefangen. So verwendete man beispielsweise den Steinkauz zum Fang von Drosseln und den Uhu für die Jagd auf Krähen und Greifvögel. Heute ist diese sogenannte Hüttenjagd mit lebenden Lockvögeln verboten. Stattdessen können Stopfpräparate und spezielle Kunststoffnachbildungen verwendet werden.

### Eulenschutz
Fast alle Eulenarten gelten in Deutschland als gefährdet. Für den Rückgang ihrer Populationen ist vor allem die Habitatzerstörung der alten, naturbelassenen Wälder verantwortlich. Durch die Intensivierung der Landwirtschaft stehen auch weniger Kleinsäuger als Nahrungsquelle zur Verfügung.
Bei Uhus wurden in einer Studie Totfunde ausgewertet und ermittelt, dass der direkte Tod an Freileitungen Verlustursache Nummer eins in Deutschland ist. Die Vögel bekommen einen tödlichen Schlag, wenn sie zugleich den Stromleiter und einen geerdeten Träger berühren oder zwei Leitungen mit verschiedener Spannung.
Deshalb wurde beispielsweise in Schleswig-Holstein 1983 ein Programm zur Wiedereinbürgerung des Uhus initiiert. Damit sollte eine stabile Brutpopulation dieser Eulenart geschaffen werden, die im letzten Jahrhundert in Schleswig-Holstein ausgerottet wurde. Der Landesverband Eulenschutz in Schleswig-Holstein e. V. stellte an ausgewählten Orten des Landes Auswilderungsvolieren auf und besetzte sie jeweils mit einem Zuchtpaar. Die dort gezüchteten Junguhus wurden nach dem Flüggewerden an das Freileben gewöhnt. Im Zeitraum von 1980 bis 2002 wurden so in 28 Gebieten insgesamt mehr als 600 Uhus ausgewildert. 2006 wurden über 100 Bruten mit mehr als 150 flüggen Jungvögeln registriert.
Teilweise werden die Brutplätze der Schleiereule, des Steinkauzes und des Raufußkauzes durch Naturschutzverbände gesichert und entsprechende Monitoringprogramme durchgeführt. Die Eulenarten Waldkauz, Waldohreule und Sumpfohreule sind vor allem auf Biotopschutzmaßnahmen angewiesen.

## Evolution und Systematik
Aufgrund der sehr schlechten Erhaltungseigenschaften von Vogelknochen, die als fragile Strukturen wesentlich empfindlicher sind als die Knochen anderer Wirbeltiere, sind von den meisten Vogelgruppen nur sehr spärliche Fossilfunde bekannt. Hinzu kommt die Schwierigkeit der Identifizierung, da es bis heute keine klare Klassifizierung der Knochenmerkmale bei Vögeln gibt.
Es wird angenommen, dass die frühesten Eulen zum Ende der Kreidezeit vor über 66 Millionen Jahren auftauchten, allerdings ist bis heute kein entsprechender Fund bekannt. Die frühesten nachgewiesenen Eulen stammen aus dem Paläozän und dem Eozän, einer Zeitspanne vor 65 bis 40 Millionen Jahren. Die älteste bekannte Art ist dabei Ogygopteryx wetmorei aus dem Paläozän, die der einzige Vertreter der Familie Ogygoptygidae ist und in Colorado, USA, gefunden wurde. Auch die insgesamt sieben bislang bekannten Eulenskelette aus dem Eozän stammen mit einer englischen Ausnahme aus den USA (Wyoming und Kalifornien). Alle diese Arten werden nicht den beiden heute existierenden Familien zugeordnet, sondern bilden mit einer weiteren Art aus dem frühen Oligozän die Familie Protostrigidae.
Innerhalb der rezenten Eulen werden die beiden Familien der Schleiereulen (Tytonidae) und der Eigentlichen Eulen (Strigidae) unterschieden.
Aus dem unteren Oligozän stammen die ersten Skelettfunde der Strigidae, die vor allem in einem Fossilhorizont in Quercy in Frankreich gefunden wurden. Diese werden den ausgestorbenen Gattungen Necrobyas und Strygogyps zugeordnet, allerdings wurde mit Bubo incertus auch ein Vertreter der Uhus und mit Asio henrici eine Art der Ohreulen nachgewiesen. Die späteren Funde aus dem Miozän gehören alle zu heute noch existierenden Gattungen wie den Zwergohreulen und den Käuzen. Auch die frühesten Schleiereulen finden sich im Miozän, vor allem in Frankreich und Italien. Dabei handelt es sich vor allem um Vertreter der heute noch existierenden Gattung Tyto, daneben jedoch mit Prosbybris antiqua auch um einen einer ausgestorbenen Gattung. Die Maskeneulen waren ebenfalls mit einer Art im Miozän in Frankreich präsent.
In den folgenden Epochen nehmen die Funde der fossilen Eulen zu und es handelt sich weitestgehend um Vertreter heute noch existierender Gattungen. Eulen aus tropischen Regionen tauchen als Funde dabei erst in den letzten zwei Millionen Jahren (Pleistozän und Holozän) auf, da in diesen Gebieten die Verwesung und der Zerfall der Knochen durch die starke Feuchtigkeit beschleunigt wird und die Erhaltungschancen entsprechend gering sind. Auch Fossilfunde heutiger Arten sind relativ häufig und stammen ebenfalls aus den letzten zwei Millionen Jahren.

## Mensch und Eule

### Aberglaube rund um die Eule

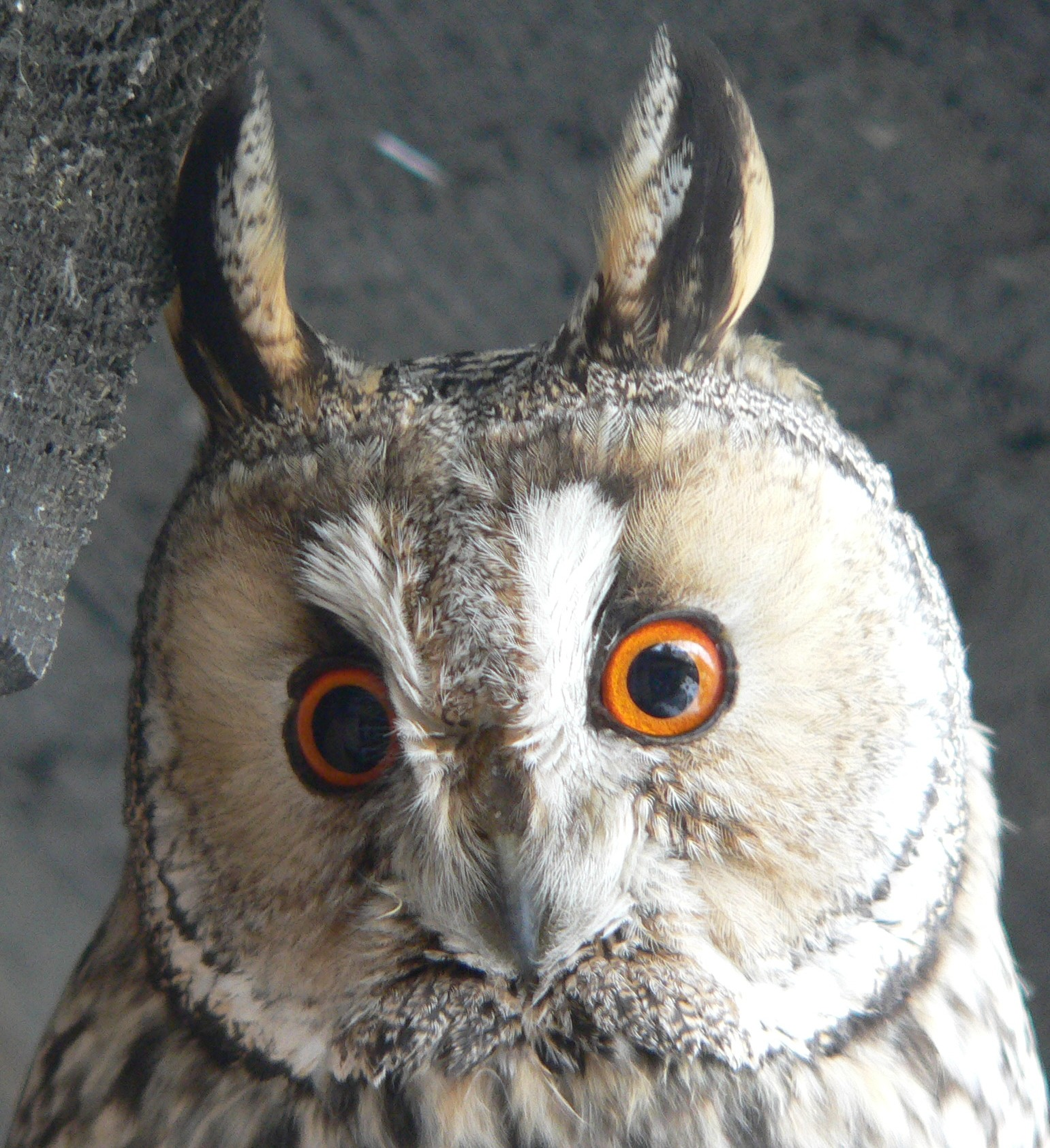
Gesicht der Waldohreule mit dem auffälligen Gesichtsschleier

Die Eule als Patensymbol der Naturschutzgebiete

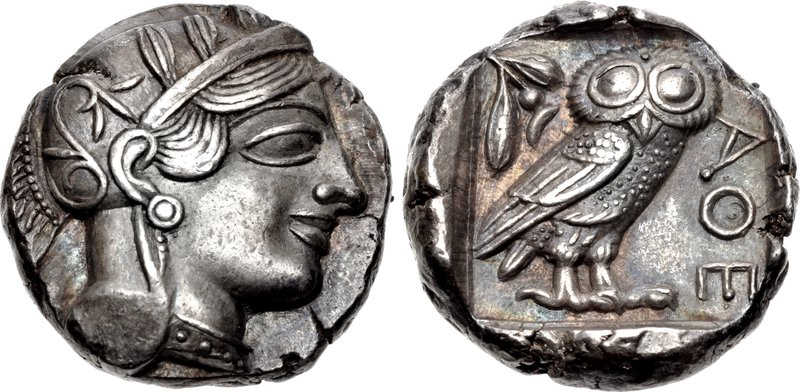
Tetradrachme
Vorder- und Rückseite

Die Eulen mit ihren auffällig großen Augen, den wangenähnlichen Gesichtsflächen, dem an eine stark gebogene Nase erinnernden Schnabel und der aufrechten Haltung unterscheiden sich so deutlich von anderen Vogelgattungen, dass es sehr viel unterschiedlichen und teilweise widersprüchlichen Aberglauben rund um diese Vogelfamilie gibt.
Der Aberglaube differenziert dabei selten zwischen den einzelnen Eulenarten. Für den Aberglauben ist es in der Regel nicht wichtig, ob es sich bei der verwendeten Eulenfeder um die einer Zwergohreule oder die eines Uhus handelt. Als am nächsten zum Menschen lebende Art wird jedoch die Schleiereule in abergläubische Rituale involviert gewesen sein.

#### Hexen- und Teufelsvogel
Während im griechischen Physiologus in Kapitel 5 unter Berufung auf Psalm 102,7  die Eule noch positiv als Sinnbild für Christus gedeutet wird, werden in den mittelalterlichen Bestiarien Eulen zum Sinnbild der Juden und der in Finsternis verharrenden Sünder.
In Grimms Kinder- und Hausmärchen Nr. 174 Die Eule wird sie ausführlicher charakterisiert (ferner KHM 69, 169, 171, 196).
In der heute populären Buchreihe Harry Potter der Autorin Joanne K. Rowling dienen Eulen den Hexen und Zauberern als Überbringer von Nachrichten und Paketen. Dies schließt an einen alten, europaweit verbreiteten Aberglauben an, dem zufolge die Eule ein „Hexenvogel“ ist, welcher auf Hexenversammlungen erscheint, den Hexen Botendienste leistet und mit dessen Federn sich die Hexen schmücken. Eulen begleiten das Wilde Heer, und des Teufels Großmutter verwandelt sich in eine Eule. Die Eule ist damit im Aberglauben ein dämonischer Vogel. In Italien glaubte man gar daran, dass ihr Blick töte.
In afrikanischen Traditionen werden Eulen häufig im Zusammenhang mit Praktiken wie Juju getötet, aber auch umgekehrt, um sich vor Hexerei zu schützen. Bei einer Befragung von 661 Personen verknüpften 58 Prozent Eulen mit bösen Omen, Hexerei und Tod, 19 Prozent empfanden Eulen als furchteinflößend. In Indien und Südostasien werden am Diwali-Fest viele Eulen getötet, um Unglück abzuwenden und magische Kräfte zu erlangen.

#### Eulen als Unglücksboten
Bereits im antiken Griechenland galt der Ruf der Eule als schlechtes Vorzeichen. Im Tanach erscheint sie als Bild stattgefundener Zerstörung (Ps 102,7 , Jes 13,21 , Zef 2,14 ).
Am Tag ist die Eule selten zu sehen. Geschieht das trotzdem und ist sogar ihr Ruf tagsüber zu hören, dann wird es Seuchen oder eine Feuersbrunst geben. Im Isergebirge weist ihr Erscheinen am helllichten Tag nur auf Regen hin.
Unglück bedeutete es auch, wenn dem Brautpaar auf dem Weg zur Kirche eine Eule entgegengebracht wird. Ein ebenfalls weit verbreiteter Aberglaube war, dass der Ruf der Eule den Tod ankündige.
Der Aberglaube an die Eule als Todesbote lässt sich auch bei Shakespeare finden. In seinem Drama Julius Cäsar kündigt Eulengeschrei den Mord an.
Und gestern saß der Vogel
Der Nacht sogar am Mittag auf dem Markte
Und kreischt’ und schrie.
Und Lady Macbeth hört im Drama Macbeth die Eule, während ihr Mann den rechtmäßigen König ermordet:
 – Still, horch! –
Die Eule war’s, die schrie, der traur'ge Wächter,
Die gräßlich gute Nacht wünscht.

#### Eulen als Glücksbringer
Aberglaube ist häufig regional unterschiedlich; so gibt es einige Regionen, in denen das Eulengeschrei nicht den Tod, sondern die Geburt eines Kindes ankündigt. Dies ist beispielsweise in der Region Bern in der Schweiz der Fall. Und in der Lausitz ist der Ruf einer Eule in der Nähe eines Hauses, in dem eine Schwangere lebt, nach Auffassung des regionalen Aberglaubens der Hinweis, dass eine komplikationslose Geburt zu erwarten ist.
Glück soll es auch bringen, wenn sich eine Eule in den Taubenschlag flüchtet.

### Die weise Eule
Die Eule gilt in der westlichen Welt auch als Vogel der Weisheit; als solcher ist der Steinkauz das Begleittier der Göttin Athene. Zu diesem Ruf hat sicherlich der starre, ruhige Blick ihrer Augen beigetragen. Im alten Athen gab es einst viele Eulenbilder und -statuen zu Ehren der Athene, und auf den silbernen Tetradrachmen befand sich eine Eule, so dass der Spruch „Eulen nach Athen tragen“ als Synonym für eine überflüssige Handlung entstand. Das Bild einer Eule befindet sich auf der Rückseite der griechischen 1-Euro-Münzen. Die Renaissance entdeckte die antike Assoziation mit der Göttin Pallas Athene wieder. Eule der Minerva – Minerva ist die römische Göttin, die der Athene entspricht – ist zur Redewendung geworden.
In vielen Kinderbüchern, wie beispielsweise Pu der Bär, und in Zeichentrickfilmen taucht die Eule mit Brille und gerne mit Buch unter dem Flügel auf, wodurch ihre besondere Weisheit symbolisiert werden soll.
In Indien gilt die Eule dagegen seit alter Zeit als dumm und kommt in dieser Eigenschaft schon im Panchatantra (ca. 300 n. Chr.) vor. „Eule“ (Hindi ullū) gilt auch als Schimpfwort im Sinn von „Idiot“.
Der Uhu ist „als Sinnbild der Weisheit“ auch der Wappenvogel des Männerbundes Schlaraffia.
Das Deutsche Museum in München, das größte naturwissenschaftlich-technische Museum der Welt, trägt im Wappen eine auf einem halben Zahnrad sitzende Eule als Symbol für Wissenschaft und Technik.